# Айос-Артемиос
А́йос-Арте́миос (греч. Άγιος Αρτέμιος) — район в Афинах.
Район расположен вокруг храма Святого Артемия, построенного в 1629 году. Территория района плотно застроена и сейчас ограничена пригородами Вирон и Имитос, а также районами Мец и Панграти. Главная улица района — проспект Филолау (λεωφόρος Φιλολάου).